# 三国志英雄伝 (システムソフト・アルファー)
『三国志英雄伝』（さんごくしえいゆうでん）は、システムソフト・アルファーが2003年11月28日に発売したWindows用歴史シミュレーションゲームである。ゲーム内の一部のグラフィックに他作品からの盗用があり、この問題の修正およびシステム改良などが施された『三国志英雄伝 Gold Edition』が2004年3月26日に発売された。

## 概要
中国の三国志を題材とした作品で、プレイヤーは君主を1人選び中国全土の統一を目指す。日本の戦国時代を舞台にした、システムソフト時代から続く同社作品の『天下統一』シリーズのシステムをベースとしており、君主の能力に応じたCP（コマンドポイント）を消費してコマンドを出す点やゲーム進行のフェイズが更新・軍備・政治・戦略・合戦と分かれている点、命令を実行させていくごとに武将が成長していく点などは同じである。
『天下統一』シリーズと比較して本作に新しく搭載されたシステムとしては、長距離の行軍や複数拠点からの出撃も可能な「ポイント・トゥ・ポイント」システム、各武将ごとに設定された相性マトリックスにより戦場で能力に上下両面に補正が掛かり能力の低い武将でも活躍の機会がある「人和相克」システム、武将が持ち場に合わせ兵力を押し引きしながら戦う「レーン合戦」システムなどがある。
4Gamer.netに掲載された発売前のプロデューサーインタビューではコーエー（旧・光栄）作品が『三国志演義』に基づく能力値設定を行っているのに対し、本作は『三国志』（正史）に基づき設定するとしていたが、製品では孔明をはじめとした蜀の武将の能力値が演義に準じて設定され、公式サイト上にも「正史準拠」の表現はなくなった。

## グラフィック盗用
システムソフト時代を含め『天下統一』シリーズにはコーエー作品と異なり、登場武将のグラフィックは用意されておらず（後に発売された『V』を除く）、ゲームシステムともども非常にシンプルな造りだったが、本作では登場武将全てに「中国の新進劇画家による」グラフィックが用意された。しかしそのグラフィックの中にコーエー作品の『三國志VII』や『三國志VIII』、『真・三國無双2』、『真・三國無双3』などのグラフィックを無断で改変しクレジットなく複製使用したものがあり、これに対して誠意ある対応がなされなかったとしてコーエーはシステムソフト・アルファーを提訴した。その後アルファーは著作権及び著作者人格権を認め、次で述べる『Gold Edition』を除き販売を停止、回収の措置が取られた。
なお問題発覚前後の2003年末頃に公式サイトは削除され、4Gamer.net上で行われていた体験版も配布を中止した。

## 三国志英雄伝 Gold Edition
前述の問題の存在したものをはじめ顔グラフィックの差し替え（315人中180人）、北伐シナリオの追加、その他操作性の向上や演出面の強化、思考ルーチンの改良などが行われている。無印（非『Gold Edition』）購入者には無償でのバージョンアップが行われた。なお『Gold Edition』の体験版は配布されていない。